# Ernst Zimmermann (Manager)
Ernst Zimmermann (* 7. März 1929 in Waldkirch im Landkreis Günzburg; † 1. Februar 1985 in Gauting bei München) war Vorstandsvorsitzender der Motoren- und Turbinen-Union (MTU) und Vorsitzender des Bundesverbands der Deutschen Luft- und Raumfahrtindustrie (BDLI). Zimmermann wurde von Terroristen der Roten Armee Fraktion (RAF) ermordet.

## Ausbildung und Beruf
Ernst Zimmermann studierte nach seinem Abitur in Augsburg an der Ludwig-Maximilians-Universität München Betriebswirtschaft und war Mitglied der Turnerschaft Munichia (im Coburger Convent). Nach der anschließenden Promotion in München trat er 1955 bei MAN in Augsburg eine Erstanstellung an. Er wechselte 1960 zur MTU. Zum 1. Januar 1984 stieg er dort zum Vorstandsvorsitzenden der beiden Geschäftsteile Motoren und Turbinen auf und wurde im selben Jahr für zwei Jahre zum Vorsitzenden des BDLI gewählt.

## Ermordung
Am 1. Februar 1985 wurde Zimmermann gegen 07:15 Uhr Opfer eines Attentats des RAF-„Kommandos Patsy O’Hara“. Unter dem Vorwand, Zimmermann müsse den Erhalt eines Briefes mit seiner Unterschrift bestätigen, ließ Zimmermanns Frau ein als Briefbotin getarntes RAF-Mitglied auf ihr Gautinger Privatgrundstück, auf dem sie zurückgezogen lebten. Als Ernst Zimmermann gleich darauf an die Haustür trat, sprang ein junger Mann mit Maschinenpistole hinzu. Gemeinsam fesselten sie das Ehepaar Zimmermann und brachten Ernst Zimmermann ins Schlafzimmer, wo sie ihm aus kurzer Distanz mehrfach in den Hinterkopf schossen. Er starb am Abend desselben Tages im Krankenhaus. Das Fluchtauto wurde drei Wochen nach der Tat in Kaufering gefunden. Die Attentäter konnten nicht identifiziert werden.
Zimmermann war das erste Todesopfer der RAF seit acht Jahren, die mit der hinrichtungsartigen Tötung laut Michael Sontheimer „zu ihrer Genickschusstaktik“ der Folgezeit fand. Der Anschlag war Teil der sogenannten „Offensive 1984/85“ der gerade formierten dritten RAF-Generation. 
Zimmermann als MTU- und BDLI-Chef entsprach laut dem Politikwissenschaftler Alexander Straßner „exakt dem Feindbild“ der dritten RAF-Generation. In ihrem gemeinsamen Bekennerschreiben mit der Action directe nahm die RAF auf die „neue nato-doktrin“ Bezug, mittels elektronischer Kriegsführung und intelligenten Waffensystemen „dem multinationalen kapital zugleich «milliardenmärkte»“ zu eröffnen, wofür sie Zimmermann als Präsidenten des BDLI mitverantwortlich machte, da dieser „die interessen des militärisch-industriellen komplexes“ vertrete. Zusätzlich erklärte die RAF in einer Flugschrift vom April 1985: „So wie für Frankreich Audran innerhalb des Verteidigungsministeriums derjenige war, bei dem alle Fäden für Rüstungskooperation und -export zusammenliefen, war’s Zimmermann für die BRD“. Aus der Unterstützerszene kam neben Zustimmung erstmals auch Kritik, etwa zur Opferauswahl, die „lediglich über die Ratio“ akzeptiert werde und laut Straßner nicht mehr für ein Zusammengehörigkeitsgefühl mit der RAF-Kommandoebene sorgte. Derartige Kritik sollte mit der nächsten Tat – der Erschießung des jungen US-Soldaten Edward Pimental – stark zunehmen. Für die Ermittlungsbehörden bedeutete die sich mit Zimmermann abzeichnende Änderung der Opferauswahl auf unbekanntere „Funktionsträger“ statt der bisherigen prominenten „Galionsfiguren“ eine noch größere Herausforderung, da der Kreis potenziell Gefährdeter stark erweitert wurde. Zimmermann war unter den etwa tausend Namen potenzieller Opfer gewesen, die Ermittler Mitte 1984 in einer konspirativen Wohnung von RAF-Mitgliedern gefunden hatten.

## Gedenken
Zimmermann wurde auf dem Friedhof in Gauting bestattet. Die MTU veröffentlichte eine Gedenkschrift und stiftete einen Ernst-Zimmermann-Gedächtnispreis.